# Alfred Werner
Alfred Werner (Mülhausen, 12. prosinca 1866. – Zürich, 15. studenog 1919.), švicarski kemičar.
- 1913. - Nobelova nagrada za kemiju